# لکو
لِکو (به ایتالیایی: Lecco) شهری است در شمال ایتالیا در ناحیه لومباردی و مرکز استان لکو است.

## جغرافیا

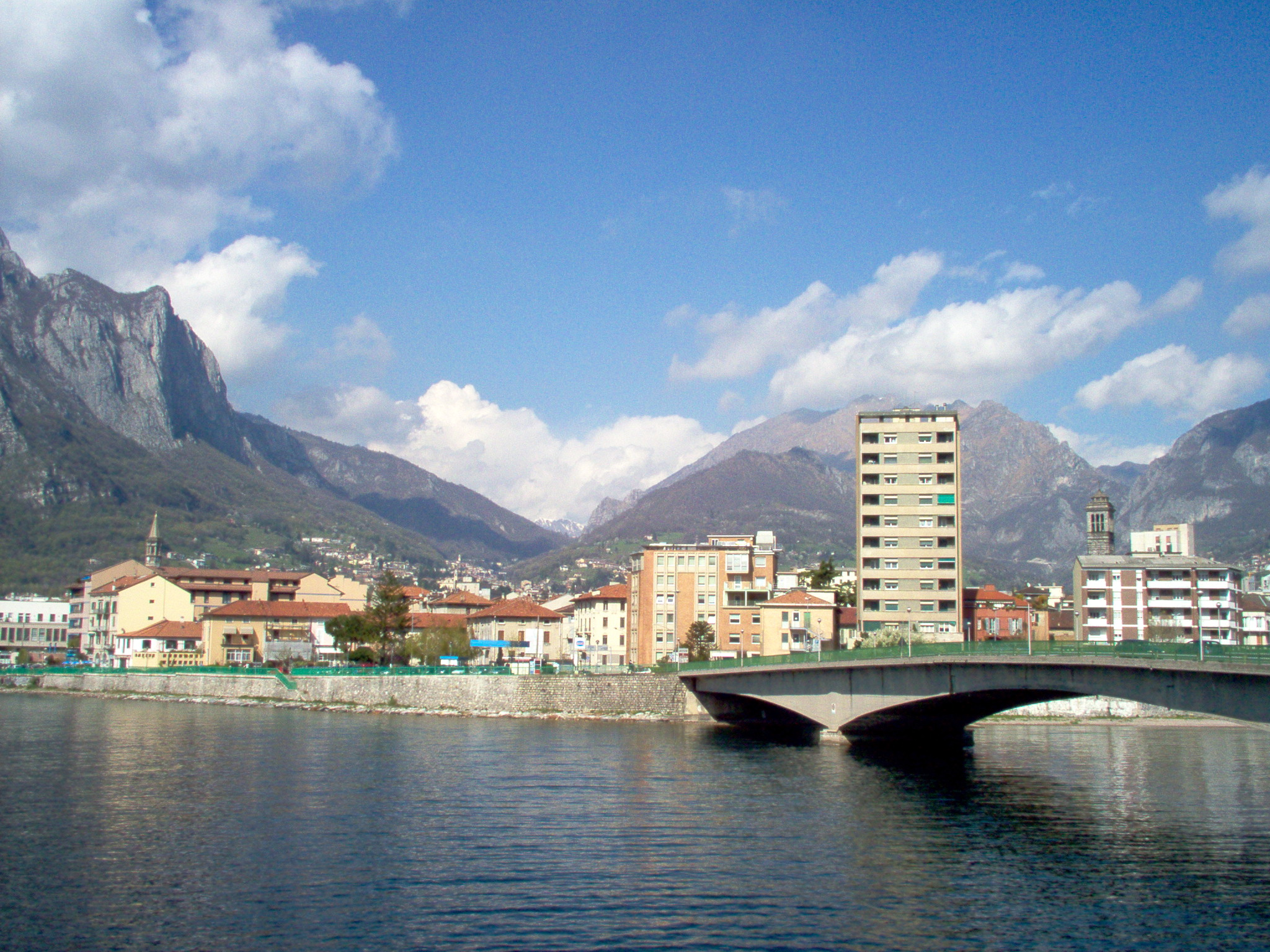

جمعیت لکو ۴۷ هزار نفر است و در ۵۰ کیلومتری میلان قرار گرفته است.
یافته‌های باستانی نشان می‌دهد که پیش از ورود رومی‌ها مردمان سلتی در این ناحیه نشیمن داشتند.
اگر سمت کومو از دریاچه کومو به دلیل وجود هتل های بزرگ برای گردشگران شناخته شده باشد ، شاخه Lecco از نظر تاریخی مهمترین و منحصر به فرد ترین و با زیباترین دریاچه و کوهستان است که برای مدت طولانی توسط لئونارد د وینچی مورد مطالعه قرار گرفته است. ، در اینجا ویلاهای محرمانه و پنهان از صنعتگران و اشراف بزرگ ایتالیایی ، و همچنین اشراف روم باستان ، از جمله ویلا کمدی د پلینیو مرد جوان در دهکده مخفی لینا ، پایه و اساس نظم شوالیه ها خانواده سلطنتی ایتالیایی از ساوی.

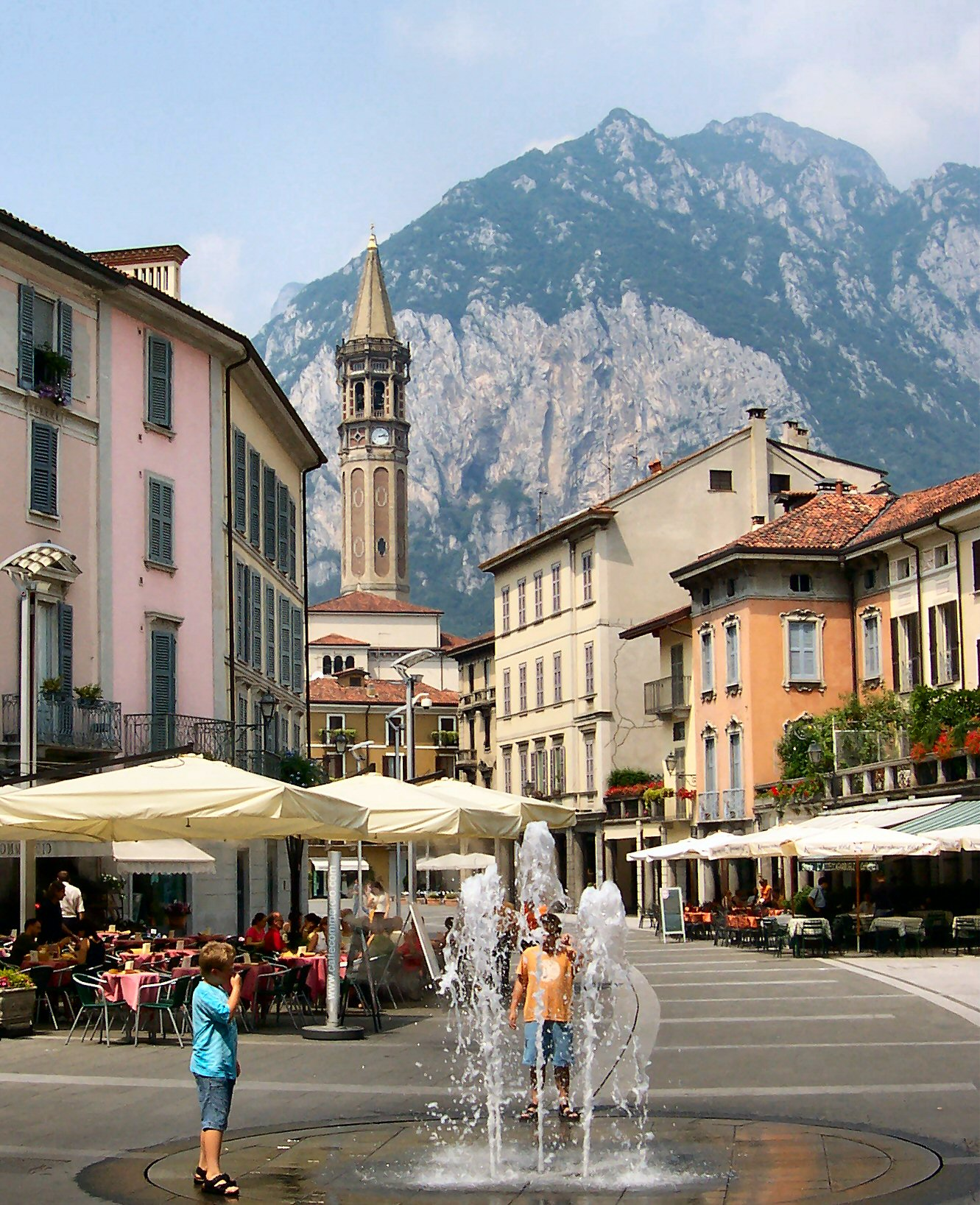

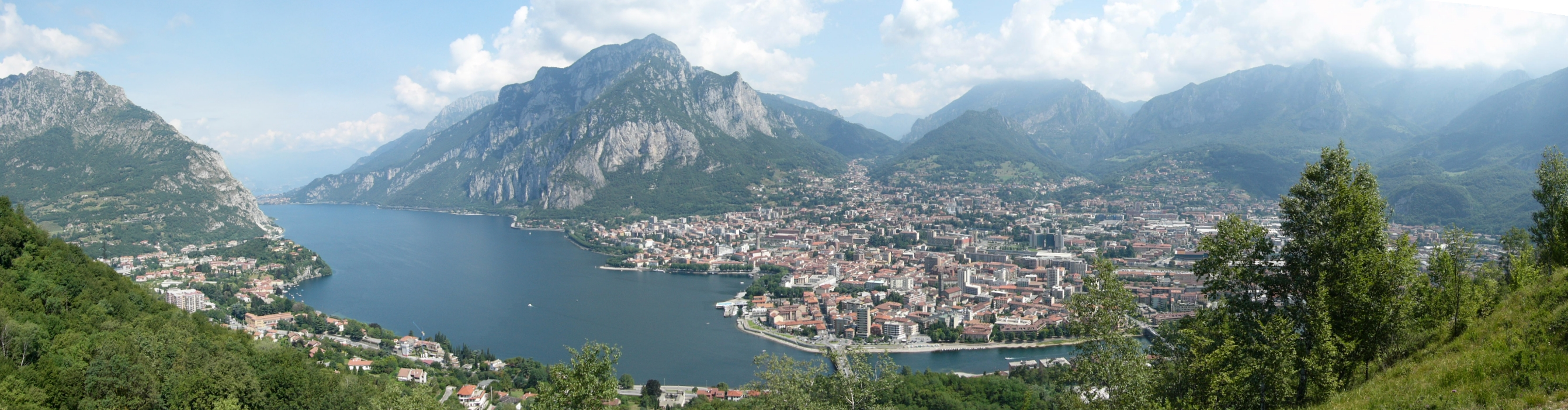

## نگارخانه

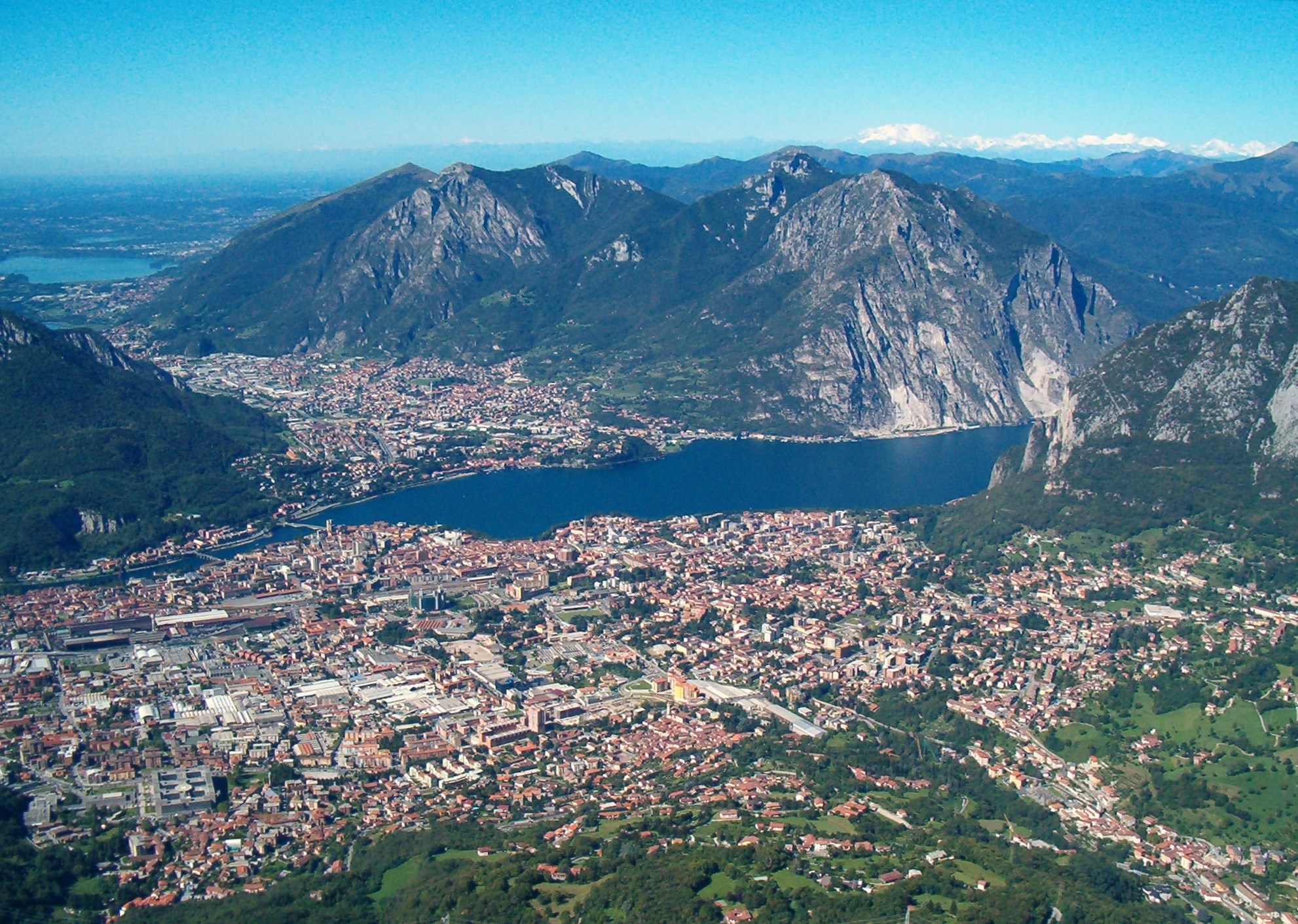
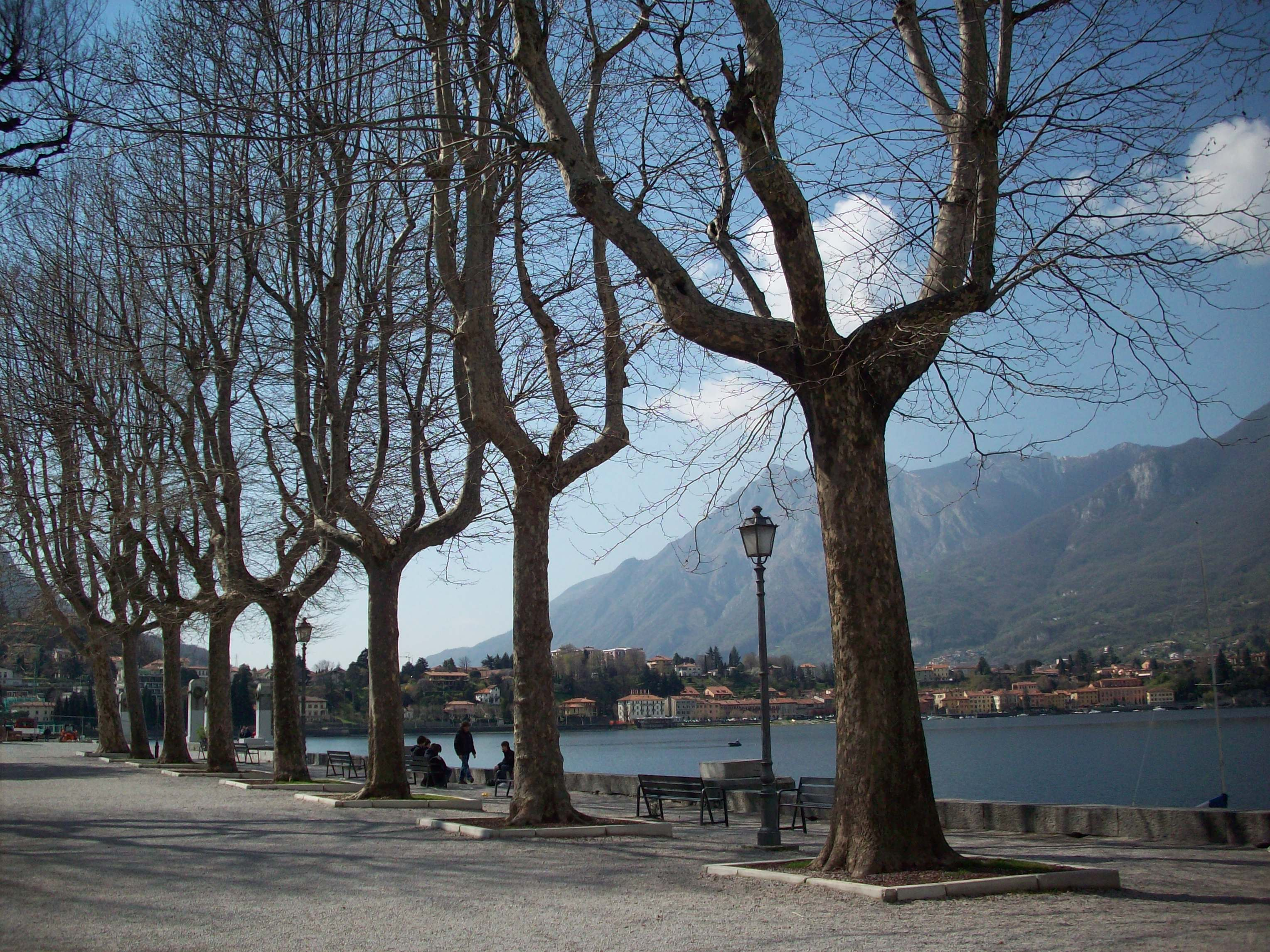
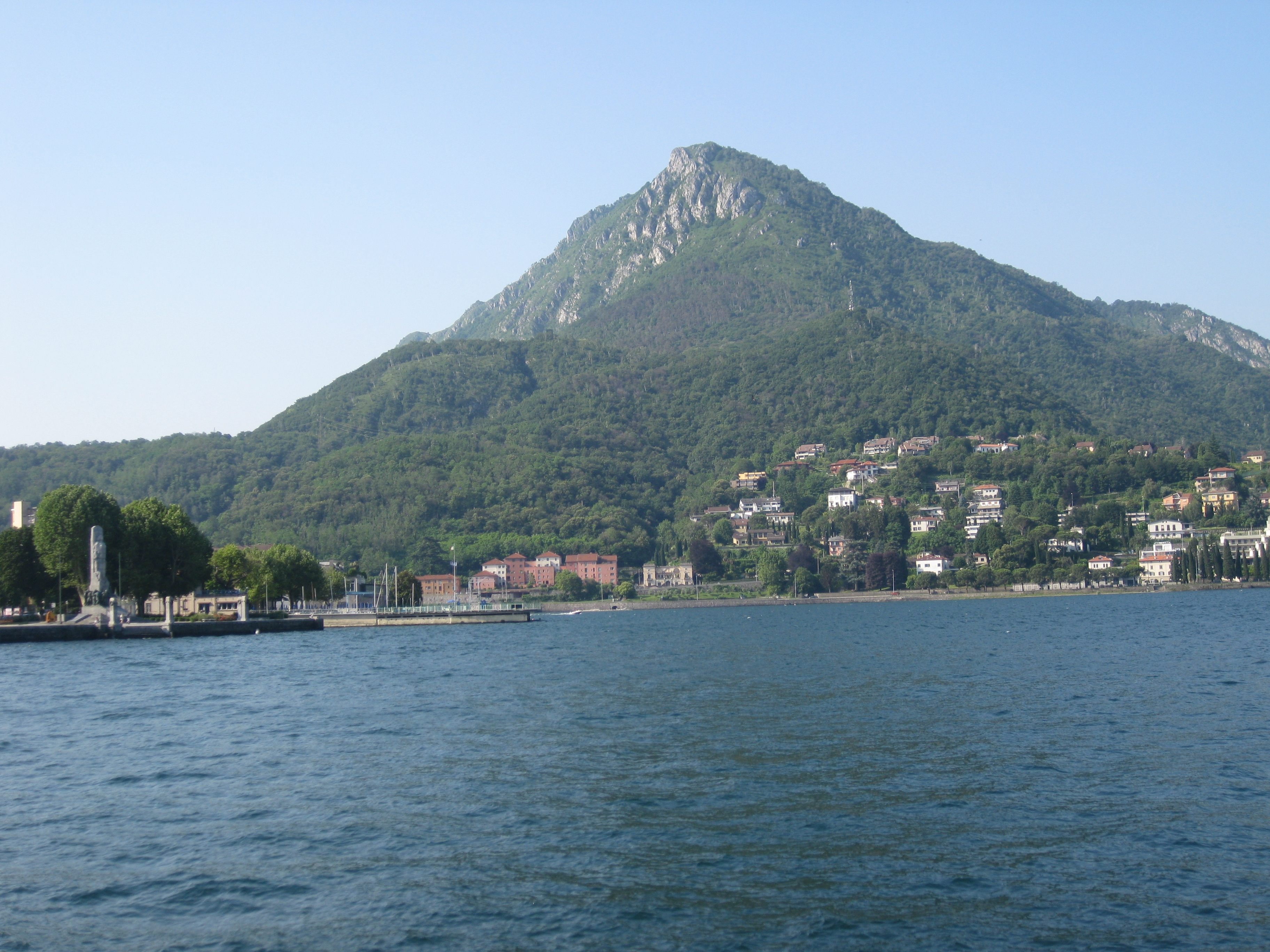